# Křesťanský komunismus
Jako křesťanský komunismus se někdy označují křesťanská hnutí, zastávající myšlenku společného majetku a v tomto smyslu komunismu, a to i když se tato hnutí sama označovala jinak.

## V Novém zákoně
Ježíšovo kázání opakovaně varuje před nebezpečím bohatství a lpění na majetku, pro něž někdy užívá hebrejský pojem mamon (např. L 16, 9 (Kral, ČEP). V Horském kázání vyzvedává chudobu Mt 5, 3 (Kral, ČEP) a v Lukášově verzi dokonce hrozí bohatým L 6, 20 (Kral, ČEP). V rozhovorech i podobenstvích radí rozdat majetek chudým Mt 19, 21 (Kral, ČEP) nebo i Mk 10,21 a Lk 12,33.
Skutky apoštolů líčí sdílení majetku v rané církvi ( Sk 2,44-45 a Sk 4, 32 (Kral, ČEP) a násl.). Nový zákon přitom nezrušil Desatero přikázání včetně zákazu krádeže (Ex 20, 15 (Kral, ČEP)) (srv. například J 10, 8 (Kral, ČEP). Současně píše Nový zákon o příchodu Božího soudu, kdy majetek pomine a nebude k ničemu. Ananiáš a Safira jsou potrestání za to, že lhali Bohu, ne za to, že si část majetku ponechali: pole "bylo tvé a mohl sis je ponechat; a když jsi je prodal, mohl jsi s penězi naložit podle svého" (Sk 5, 4 (Kral, ČEP)). Vlastnění majetku pro osobní potřebu Nový zákon nepopírá.

## V historii
O ideál společného vlastnění nezbytných potřeb se snažily mnišské řády, jejichž členové skládají slib dobrovolné chudoby. Přesto si kláštery časem získaly velký, i když společný majetek. Proti tomu se opakovaně stavěly reformy mnišství, nejdůsledněji tzv. žebravé řády a František z Assisi. O nové, radikální uskutečnění společného majetku se znovu pokusila husitská komunita v Táboře, rovněž z pohledu radikální eschatologie, očekávání brzkého konce, kdy majetek ztrácí smysl.

## Současnost
Některé proudy teologie osvobození se snaží spojit tyto biblické akcenty s marxistickou teorií. Zásadní rozdíl však spočívá v tom, že křesťanský ideál společného majetku je vždy založen na dobrovolném vzdání se vlastnictví, kdežto revoluční teorie připouští i vyvlastnění násilné.
Pozice křesťanského komunismu je tak odmítána jak hlavním proudem marxismu, který je již od dob Karla Marxe vyhraněně ateistický, tak i většinou křesťanských církví včetně římskokatolické, které nedobrovolné vyvlastnění pokládají za krádež .